# Parafia Zmartwychwstania Pańskiego w Poznaniu
Parafia pw. Zmartwychwstania Pańskiego w Poznaniu - parafia rzymskokatolicka znajdująca się w archidiecezji poznańskiej w dekanacie Poznań-Stare Miasto. Erygowana w 1924. Siedziba parafii znajduje się przy ulicy Dąbrówki. Terytorialnie parafia obejmuje południową część dzielnicy Wilda. W latach 1958–2008 w parafii istniało Niższe Seminarium Duchowne Zmartwychwstańców.

## Terytorium
Do parafii przynależą katolicy zamieszkujący obszar południowej części dzielnicy Wilda.
- Poznań - ulice: Barska, Chłapowskiego, 28 Czerwca 1956 (nr. parzyste. 130-194 i nieparzyste. 131-187a), Czwartaków, Dąbrówki, Dolna Wilda (nr. 80,86,87,88,90,92,104-106),  Droga Dębińska (nr 27), Fabryczna, Filarecka, Garczyńskiego, Hetmańska (nr. 101-112), Kosińskiego, Langiewicza, Łanowa, Madalińskiego, Mielęckiego (nr. 1-9), Pamiątkowa, Partyzancka, Prądzyńskiego (nr. 15a-53), Robocza (nr. (33,35,46,47), Rolna (nr. parzyste 4-52a, i nieparzyste 1-43), Saperska (nr. nieparzyste 13-65 i parzyste 10-34), Sportowa, Traugutta, Umińskiego, Wybickiego i Zmartwychwstańców.

## Proboszczowie
- ks. Józef Rozalczak CR (1945-1946),
- ks. Seweryn Fikus CR (1947-1961),
- ks. Marian Traczyński CR (1961-1971),
- ks. Stefan Kasprzyk CR (1971-1981),
- ks. Mieczysław Czubaj CR (1981-1988),
- ks. Ireneusz Hanzewniak CR (1988-2000),
- ks. Stanisław Landzwojczak CR (2000-2006),
- ks. Adam Błyszcz CR (2006-2016),
- ks. Stanisław Pankiewicz CR (2016 - 2021);
- ks. Maciej Sasiak CR (od 2021)